# Voinegovți, Sofia-capitala
Voinegovți (în bulgară Войнеговци) este un sat în comuna Stolicina, regiunea Sofia-capitala,  Bulgaria. 

## Demografie
Componența etnică a satului Voinegovți
     Bulgari (96,73%)
     Nicio identificare (3,26%)
     Altele (0%)
La recensământul din 2011, populația satului Voinegovți era de 612 locuitori. Din punct de vedere etnic, majoritatea locuitorilor (96,73%) erau bulgari. Pentru 3,26% din locuitori nu este cunoscută apartenența etnică.